# Flatpak
Flatpak (旧称：xdg-app) は、Linuxデスクトップ向けのソフトウェアデプロイメント・パッケージ管理・アプリケーション仮想化を行うユーティリティソフトウェアである。ユーザーがアプリケーションとシステムを分離して実行することができるサンドボックスを提供する。Flatpakを使用するアプリケーションは、ハードウェア制御や、ファイルにアクセスする権限を要求する。
GNOMEでアプリケーションコンテナを利用するというアイデアは、レナート・ポッターリングが2013年に提案し、2014年に記事にしたものである。Flatpakは、freedesktop.orgのプロジェクトとして開始され。以前はxdg-appという名称だった。
2017年2月現在、Flatpakとして人気のアプリケーションとしてBlender、GIMP、LibreOffice、Pitivi、KDE Applications、Linphone、GNOME Recipesなどが存在する。また、Mozilla Firefox、Skype,、Spotifyの開発版などの非公式のFlatpakも存在する。